# Космодром Восточни
Космодром Восточни (рус. Восточный, у преводу „Источни”) је руски космодром који је тренутно у изградњи. Налази се у Амурској области на Руском далеком истоку, на 51° СГШ. Прво лансирање било је заказано за децембар 2015. године, али је у октобру одложено за април 2016. У оперативну употребу би требало да уђе 2017. за када су планирана два полетања, а 2018. четири. Планирано је да Восточни постане примарни космодром руског космичког програма, како би се смањила зависност од космодрома Бајконур који се налази на територији Казахстана.

## Предности и мане
У односу на космодром Бајконур, Восточни има и предности и мане.
Предности
- У првој фази лета ракета-носач не прелази преко густо насељених делова више држава. Код лансирања са Бајконура током прве фазе лета ракета-носач лети преко насељених делова Казахстана, Русије, Кине и Монголије, па постоји вероватноћа да у случају квара на ракети њени делови падну у неко насеље и изазову људске жртве. Код полетања са Восточног овај проблем је знатно мањи, ракета већином лети преко сибирске тајге која је ретко насељена и не прелеће преко територије других држава.
- Делови првог степена ракете-носача падају у ретко насељене пределе сибирске тајге или у океан у међународним водама. При лансирању са Бајконура први степен ракете (мотори и резервоари) по одвајању од другог степена настављају балистичком путањом и падају у казахстанске степе. Током деценија било је више случајева да су делови првог степена падали људима на куће, али није било жртава. Посебан проблем је први степен ракете Протон, која сагорева изузетно токсично гориво, па на место пада првог степена ове ракете морају да изађу посебни тимови који раде деконтаминацију.
- Восточни је изграђен недалеко од космодрома Свободни који користе Руске ракетне снаге, тако да је било лако успоставити железничке и путне везе до новог космодрома.
- Смањени политички ризик — Казахстан је почетком 21. века у неколико наврата блокирао лансирање руских ракета из Бајконура под разним изговорима.[4].

Примарни циљ изградње новог комплекса на крајњем истоку Русије је да се смањи обим лансирања из космодрома Бајконур, али не и да се он у потпуности замени новим космодромом, тако да ће се два комплекса користити паралелно макар до истека закупа 2050. године. Космодром Восточни ће такође допринети имплементацији државног програма пресељења становништва.
Мане
- Восточни је скоро 6° северније од Бајконура, што ће се одразити на масу коју ракете-носачи могу доставити у орбиту.
- У оквиру Восточног мораће да се изгради нови аеродром, док Бајконур има два. Већина сателита и других свемирских летелица до космодрома се доставља авионом. Восточни ће прво користити локалне аеродроме одакле ће се сателити довозити железницом, а касније је планирана изградња и аеродрома у оквиру космодрома.
- Повећани трошкови транспорта. Погони за производњу сателита, ракета-носача и друге опреме налазе се у Москви, Самари и Жељезногорску, који су од Бајконура удаљени од 2.500 до 1.500 километара. Од ових погона до новог космодрома има око 5.500 километара.[7] Због тога је крајем маја 2015. одлучено да се производња ракете Ангара одвија у Омску, који је од комплекса удаљен око 4.900 километара.[8]
- Недостатак стамбеног простора и инфраструктуре за запослене космодрома. Број потребних кадрова ће достићи скоро 100.000 људи. У почетној фази изграђен је стамбени простор за 6.200 становника, што значи да ће морати да се изгради цео град за запослене величине Благовјешченска, који је локални административни центар.

## Лансирне рампе
Планирано је да се на простору космодрома Восточни изгради укупно седам лансирних рампи, по фазама:
- СК1 – за Сојуз-2; прво лансирање 28. априла 2016. године[1],
- ПУ1 – за Ангару 1.2/A3/A5; прво лансирање после 2023. године[9],
- ПУ2 – за Ангару A5В/A7 (у разматрању); прво лансирање после 2025. године.[10]